# Michaił Sławinski
Michaił Wiktorowicz Sławinski, ros. Михаил Викторович Славинский (ur. 5 maja 1925 r. w Nicei) – inżynier-geolog, rosyjski działacz emigracyjny, tłumacz i pisarz.
Ukończył liceum Parc Impérial w Nicei. W młodości wstąpił do Narodowej Organizacji Witazi. Stanął na czele oddziału Witazi pod nazwą „Ruryk”. Pod koniec 1942 r. przyjechał do okupowanego Paryża, gdzie ukończył studia geologiczne na Sorbonie. Podczas studiów został członkiem Ludowo-Pracowniczego Związku (Rosyjskich Solidarystów) (NTS). Po zakończeniu wojny pracował w koncernie metalurgicznym, wyszukując nowe złoża rud ołowiu i cynku w Alpach i na południu Francji. Po powrocie do Paryża został redaktorem naczelnym pisma branży naftowej „Le Courrier des Petroles”. Jednocześnie tłumaczył na język francuski rosyjską literaturę. Kontynuował działalność w NTS. Uczestniczył w rozmowach z innymi środowiskami emigracji rosyjskiej, w tym z Grupą „Mołodaja Rossija”. Brał udział w zjazdach i konferencjach NTS. W 1957 r. kierował służbą informacyjną na Kongresie „Za prawa i swobody w Rossii”. Występował na różnych uczelniach wyższych z wykładami o sowieckim życiu literackim. Od 1958 r. pracował w sekretariacie zarządu zagranicznej organizacji NTS z siedzibą w Paryżu. W 1960 r. został redaktorem naczelnym pisma „Sowietskaja pieczat´ o sowietskoj diejstwitielnosti”. W 1970 r. wszedł w skład Rady NTS. Działał w Związku Rosyjskich Pisarzy i Dziennikarzy. Od 1972 r. był członkiem kierownictwa NTS. Pisał artykuły do pism „Posiew” i „Grani”. Był autorem lub współautorem kilku książek, jak „Les Condamnés à la folie”, „Le Drame des intellectuels en URSS”, „Les Commandos de la liberté à Moscou”, „Pariżskije zarisowki”, „La Vie littéraire en URSS”. W 1982 r. uczestniczył w kolokwium międzynarodowym „Oppozicyja totalitarizmu w SSSR, Polsze, Afganistanie”, zorganizowanym przez Stowarzyszenie „Za swobodnuju Rossiju”. W 1983 r. zamieszkał we Frankfurcie nad Menem, gdzie zaczął pracować w wydawnictwie „Posiew”. W latach 90. przekazał osobiste archiwum dotyczące historii NTS do Państwowego Archiwum Federacji Rosyjskiej.